# Annegret Dietrich
Pour les articles homonymes, voir Dietrich.
Annegret "Anne" Dietrich, née le 14 août 1980 à Zwickau, est une bobeuse et athlète allemande et suisse.

## Carrière
Sous les couleurs de l'Allemagne, elle remporte avec Susi Erdmann la médaille d'or de bob à deux des Championnats du monde de bobsleigh en 2003 à Winterberg et la médaille de bronze de bob à deux des Championnats d'Europe de bobsleigh en 2006 à Saint-Moritz.
Elle concourt pour la Suisse dès la saison 2008-2009. Elle remporte la médaille de bronze de bob à deux des Championnats d'Europe en 2008 à Cesena avec Maya Bamert et la médaille d'argent en équipe mixte aux Championnats du monde de la FIBT 2009.
Elle a aussi pratiqué l'athlétisme au niveau junior, concourant dans les épreuves de sprint et remportant la médaille d'or du relais 4 × 100 mètres des Championnats d'Europe juniors d'athlétisme 1999.

## Palmarès

### Championnats monde
- : médaillé d'or en bob à 2 aux championnats monde de 2003.
- : médaillé d'argent en équipe mixte aux championnats monde de 2009.

### Coupe du monde
- 5 podiums  : 
  - en bob à 2 : 1 victoire, 2 deuxièmes places et 2 troisièmes places.

#### Détails des victoires en Coupe du monde
| Édition   | Bob à 2   | Monobob |
| 2005-2006 | Königssee |         |